# 馬韓

馬韓

朝鮮半島の地図

馬韓（ばかん）は、紀元前2世紀末から4世紀中葉に、朝鮮半島南部に存在した部族集団である三韓の一つ。帯方郡の南、黄海に接し、東方は辰韓（後の新羅）、南方は弁韓に接していた。後の百済と重なる場所にあった地域である。
馬韓人は定住民であり、穀物を植え、養蚕を行っていた。それぞれの馬韓諸国には首長がおり、大きな首長を臣智（しんち）と言い、それに次ぐものを邑借（ゆうしゃく）と呼んだ。
集落に城郭は無く、五十余国が存在した。通説では、その内の伯済国がのちに百済になったと考えられている。
『後漢書』辰韓伝、『三国志』魏書辰韓伝によると、秦の始皇帝の労役から逃亡してきた秦の遺民がおり、馬韓人はその東の地を割いて、彼らに与え住まわせたという。また、『三国志』魏書弁辰伝によると、馬韓人と辰韓人は言語が異なっていたという。

## 建国
『三国遺事』によると、「魏志云。魏滿撃朝鮮。朝鮮王準率宮人左右。越海而南至韓地。開國號馬韓。」
『魏書』によると、「侯準既僭號稱王，爲燕亡人衛滿所攻奪，將其左右宮人走入海，居韓地，自號韓王。」
『後漢書』には「初、朝鮮王準為衛滿所破、乃將其餘衆數千人走入海、攻馬韓、破之、自立為韓王。（初め、朝鮮王準が衛満に滅ぼされ、数千人の残党を連れて海に入り、馬韓を攻めて、これを撃ち破り、韓王として自立した。）」と記されており、衛満が箕子朝鮮を滅ぼした際に箕子朝鮮の最後の王、準王は数千人を率いて逃亡し、馬韓を攻め落として韓王となって馬韓を支配した。

## 遺跡
- 羅州福岩里鍾村古墳,羅州福岩遺跡[4]

## 馬韓54カ国[5]
1. 感奚国（朝鮮語版）
2. 監奚卑離国（朝鮮語版）
3. 乾馬国（朝鮮語版）
4. 古臘国（朝鮮語版）
5. 古離国（朝鮮語版）
6. 古卑離国（朝鮮語版）
7. 古爰国（朝鮮語版）
8. 古誕者国
9. 古蒲国（朝鮮語版）
10. 狗盧国（朝鮮語版）
11. 臼斯烏旦国
12. 狗素国（朝鮮語版）
13. 狗奚国
14. 内卑離国
15. 怒藍国
16. 大石索国
17. 莫盧国
18. 萬盧国
19. 牟盧卑離国（朝鮮語版）
20. 牟水国
21. 目支国（朝鮮語版）
22. 伯済国
23. 辟卑離国
24. 不彌国
25. 不斯濆邪国（朝鮮語版）
26. 不雲国
27. 卑離国
28. 卑彌国
29. 駟盧国（朝鮮語版）
30. 桑外国
31. 小石索国
32. 素謂乾国
33. 速盧不斯国
34. 臣濆活国
35. 臣蘇塗国
36. 臣雲新国
37. 臣国
38. 兒林国
39. 如來卑離国（朝鮮語版）
40. 冉路国（朝鮮語版）
41. 優休牟涿国（朝鮮語版）
42. 爰襄国
43. 爰池国
44. 一難国
45. 一離国
46. 日華国
47. 臨素半国
48. 咨離牟盧国
49. 支半国
50. 支侵国
51. 捷盧国
52. 楚離国
53. 楚山塗卑離国（朝鮮語版）
54. 致利鞠国